# Svaveloxider
Svaveloxid är ett samlingsbegrepp för oorganiska föreningar som innehåller svavel och syre i förening. Bland dessa kan framför allt nämnas:
- Svaveloxid (SO)
- Svaveldioxid (SO2)
- Svaveltrioxid (SO3)
- Disvavelmonoxid (S2O)
- Disvaveldioxid (S2O2)

Det förekommer också former av svaveloxid med fler svavelatomer enligt formeln SnO och former med fler syreatomer enligt formeln SO3+